# Get Chu! / SHE no Jijitsu
Singles de AAA
Black and White
(2006) Kuchibiru Kara Romantica / That's Right
(2007)
Get Chu! / SHE no Jijitsu est le 13esingle du groupe AAA sorti sous le label Avex Trax le 18 avril 2007 au Japon. Il atteint la 5e place du classement de l'Oricon. Il se vend à 24 339 exemplaires la première semaine et reste classé 9 semaines, pour un total de 41 294 exemplaires vendus.
Get Chu! et SHE no Jijitsu sont présentes sur la compilation Attack All Around, sur l'album remix AAA Remix ~non-stop all singles~, ainsi que sur l'album Around.

## Liste des titres
| 1. | Get Chu! (Get チュー!)                                                        | Gorô Matsui  | Takumi Ishida | 3:53 |
| 2. | SHE no Jijitsu (SHEの事実)                                                    | Mao Inoue    | すみだしんや  | 3:24 |
| 3. | Samurai heart -Samurai Tamashii- (Nu-JAPANESE-RAVE MIX) (Samurai heart-侍魂-) | Sasaki Osamu | Ikoman, Vrij  | 5:00 |
| 4. | Get Chu! (instrumental) (Get チュー!)                                         | Gorô Matsui  | Takumi Ishida | 3:53 |
| 5. | SHE no Jijitsu (instrumental) (SHEの事実)                                     | Mao Inoue    | すみだしんや  | 3:23 |

| 1. | Get Chu! (Get チュー!) |  |

| 1. | SHE no Jijitsu (SHEの事実) |  |